# Spilosmylus tuberculatus
Spilosmylus tuberculatus is een insect uit de familie watergaasvliegen (Osmylidae), die tot de orde netvleugeligen (Neuroptera) behoort. 
Spilosmylus tuberculatus is voor het eerst wetenschappelijk beschreven door Walker in 1853. De soort komt voor in Oost-Azië, Zuidoost-Azië en India.